# Società editrice Dante Alighieri
La Società Editrice Dante Alighieri è una casa editrice fondata a Roma nel 1893.
La prima indicazione editoriale nel frontespizio fu «Roma - Società Editrice Dante Alighieri - Via delle Convertite, N. 8» e il logo, poi sempre mantenuto, fu il ritratto del poeta in ovale col monogramma intrecciato SEDA e il motto Che solo amore e luce ha per confine (Dante, Par., XXVIII 54).
Il 19 giugno 1902 fu acquistata da Giovanni Albrighi (Milano 1855 - Roma 1905) e Dante Segati (†1932) e assunse la denominazione di Società Editrice Dante Alighieri di Albrighi, Segati e C., una società in accomandita semplice con sede a Roma e Milano.
Nel 1928 si fuse con la Società Anonima Editrice Francesco Perrella di Napoli, diventando Società Anonima Editrice Dante Alighieri (Albrighi, Segati & C. - S.A. F. Perrella), una Società per azioni, ma nel 1932 riprese la precedente denominazione.
Nel 1939 fu chiusa la sede milanese.
Attualmente è una Società a responsabilità limitata, il cui amministratore unico è Mauro Spinelli.
La casa editrice ha pubblicato e pubblica:
- La «Raccolta di autori greci e latini con la costruzione, traduzione letterale e note», diffusi traduttori scolastici con la versione italiana interlineare.
- «Traditio», Nuova collezione di classici greci e latini con note, già diretta da Raffaele Cantarella e Benedetto Riposati, distinta in Serie greca e Serie latina, edita dal 1955.
- Riviste, tra cui la «Nuova rivista storica» fondata nel 1917 da Corrado Barbagallo.
- il Vocabolario etimologico della lingua italiana di Ottorino Panigiani.
- Dizionari, tra cui il famoso Vocabolario greco-italiano di Lorenzo Rocci.